# Frank Banham
Frank Banham (* 14. April 1975 in Calahoo, Alberta) ist ein ehemaliger kanadischer Eishockeyspieler mit ungarischer Staatsbürgerschaft, der im Verlauf seiner aktiven Karriere zwischen 1992 und 2016 unter anderem 526 Spiele für den EC Red Bull Salzburg, HDD Olimpija Ljubljana, KHL Medveščak Zagreb und Alba Volán Székesfehérvár in der österreichischen Erste Bank Eishockey Liga (EBEL) auf der Position des rechten Flügelstürmers bestritten hat. Darüber hinaus absolvierte Banham fast 200 Partien in der finnischen SM-liiga und stand in 32 Begegnungen für die Mighty Ducks of Anaheim sowie Phoenix Coyotes in der National Hockey League (NHL) auf dem Eis.

## Karriere
Frank Banham begann seine Karriere als Eishockeyspieler bei den Saskatoon Blades, für die er von 1992 bis 1996 in der kanadischen Juniorenliga Western Hockey League (WHL) aktiv war. In diesem Zeitraum wurde er im NHL Entry Draft 1993 in der sechsten Runde als insgesamt 147. Spieler von den Washington Capitals aus der National Hockey League (NHL) ausgewählt, für die er allerdings nie spielte. Stattdessen unterschrieb er am 27. Januar 1996 als Free Agent einen Vertrag bei den Mighty Ducks of Anaheim, nachdem er zuvor bereits die Saison 1995/96 bei deren Farmteam, den Baltimore Bandits aus der American Hockey League (AHL), beendet hatte. In der Saison 1996/97 gab der Angreifer sein Debüt in der NHL für Anaheim, kam in den vier Jahren im Franchise der Kalifornier jedoch fast ausschließlich für deren neues AHL-Farmteam Cincinnati Mighty Ducks zum Einsatz.

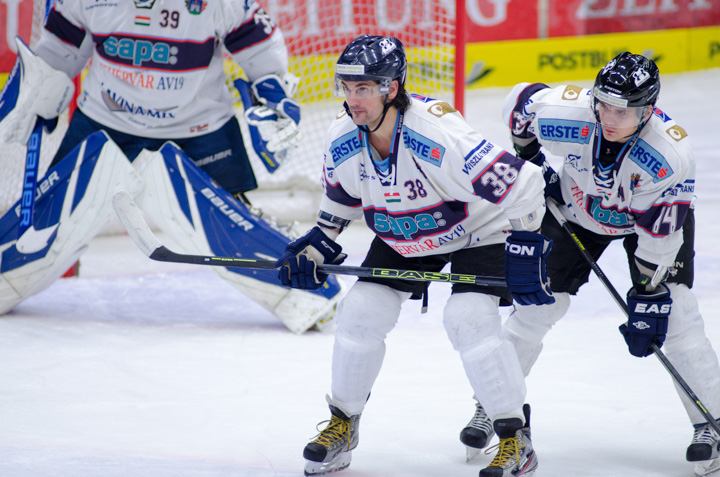
Banham (Bildmitte) im Trikot von Alba Volán Székesfehérvár (2013)

Im Sommer 2000 ging Banham erstmals nach Europa, wo er einen Vertrag bei den Espoo Blues aus der finnischen SM-liiga erhielt. Diese verließ er nach nur einem Jahr bereits wieder, um ebenfalls eine Spielzeit lang für deren Ligarivalen Jokerit Helsinki aufzulaufen. Mit den Hauptstädtern gewann der Rechtsschütze in der Saison 2001/02 auf Anhieb die Finnische Meisterschaft. Nachdem er die Saison 2002/03 erneut bei Jokerit begonnen hatte, wurde er am 7. November 2002 als Free Agent von den Phoenix Coyotes aus der NHL verpflichtet. Für diese absolvierte er in den folgenden eineinhalb Jahren allerdings nur fünf Spiele und verbrachte die restliche Zeit bei deren AHL-Farmteam Springfield Falcons. Deshalb beendete der Flügelspieler zunächst die Saison 2003/04 beim HK Dynamo Moskau in der russischen Superliga, ehe er die folgende Spielzeit bei SaiPa Lappeenranta in Finnland absolvierte.
Die Saison 2005/06 begann Banham bei Fribourg-Gottéron in der Schweizer Nationalliga A (NLA). Die Eidgenossen verließ er jedoch bereits nach nur sechs Spielen wieder und unterschrieb beim EC Red Bull Salzburg aus der österreichischen Erste Bank Eishockey Liga (EBEL). Mit den Salzburgern gewann er im Spieljahr 2006/07 erstmals die Meisterschaft. In der folgenden Spielzeit, in der Red Bull erneut Meister wurde, schloss sich der Kanadier kurz vor Saisonende dem schwedischen Klub Malmö Redhawks aus der zweitklassigen HockeyAllsvenskan an. Zur Spielzeit 2008/09 wechselte Banham nach dem Saisonende mit HDD Olimpija Ljubljana in der EBEL für den Rest der Saison zum EHC Biel in die NLA. Auf die Saison 2009/10 kehrte er nach Ljubljana zurück, bevor er 2010 zum kroatischen EBEL-Teilnehmer KHL Medveščak Zagreb wechselte. Im Sommer 2012 zog es ihn nach Ungarn, wo er bis 2016 für Alba Volán Székesfehérvár in der EBEL auf dem Eis stand. Im Februar 2016 beendete er seine Vereinskarriere nach 526 EBEL-Spielen im Alter von 40 Jahren.

### International
Im Rahmen des Spengler Cups 2000 spielte Banham fünfmal für das Team Canada und trug mit vier Toren zum Sieg seiner Mannschaft bei. Als einziger Spieler seiner Mannschaft wurde er in das All-Star-Team des Turniers berufen. Im April 2015 erhielt Banham die ungarische Staatsbürgerschaft und debütierte bei der Weltmeisterschaft desselben Jahres für die ungarische Nationalmannschaft, mit der er durch einen zweiten Platz in der A-Gruppe der Division I in die Top-Division aufstieg. Er selbst trug als bester Torvorbereiter – gemeinsam mit seinem Landsmann Andrew Sarauer und dem Kasachen Talghat Schailauow – zu dem Erfolg maßgeblich bei. Bei der Weltmeisterschaft 2016 erzielte er im Auftaktspiel, das gegen die Slowakei mit 1:4 verloren ging, das einzige Tor der Ungarn.

## Erfolge und Auszeichnungen
| - 1996 WHL East First All-Star Team - 1996 CHL Third All-Star Team - 2000 Spengler-Cup-Gewinn mit dem Team Canada - 2000 Spengler Cup All-Star Team - 2002 Finnischer Meister mit Jokerit Helsinki - 2002 Bester Torschütze der SM-liiga-Playoffs | - 2007 Österreichischer Meister mit dem EC Red Bull Salzburg - 2007 Topscorer der EBEL-Playoffs - 2008 Österreichischer Meister mit dem EC Red Bull Salzburg - 2010 Bester Torschütze der EBEL-Hauptrunde - 2010 Meister der NLB mit dem Lausanne HC - 2012 Kroatischer Meister mit dem KHL Medveščak Zagreb |

### International
- 2015 Aufstieg in die Top-Division bei der Weltmeisterschaft der Division IA
- 2015 Bester Vorlagengeber der Weltmeisterschaft der Division IA (gemeinsam mit Andrew Sarauer und Talghat Schailauow)

## Karrierestatistik

### International
Vertrat Ungarn bei:
- Weltmeisterschaft der Division IA 2015
- Qualifikationsturnier für die Olympischen Winterspiele 2018
- Weltmeisterschaft 2016

(Legende zur Spielerstatistik: Sp oder GP = absolvierte Spiele; T oder G = erzielte Tore; V oder A = erzielte Assists; Pkt oder Pts = erzielte Scorerpunkte; SM oder PIM = erhaltene Strafminuten; +/− = Plus/Minus-Bilanz; PP = erzielte Überzahltore; SH = erzielte Unterzahltore; GW = erzielte Siegtore; 1 Play-downs/Relegation; Kursiv: Statistik nicht vollständig)